# Изер (департамент)
Вижте пояснителната страница за други значения на Изер.
Изер (на френски: Isère) е департамент в регион Оверн-Рона-Алпи, югоизточна Франция. Образуван е през 1790 година от северните части на провинция Дофине и получава името на река Изер. Площта му е 7431 км², а населението – 1 206 375 души (2016). Административен център е град Гренобъл.